# نعمان علی خان
نعمان علی خان یک دعوتگر مسلمان پاکستانی-آمریکایی و بنیانگذار و مدیر عامل مؤسسه بینه می‌باشد. بینه مؤسسه‌ای برای آموزش زبان عربی و قرآن است.
نعمان علی خان بینه را در سال ۲۰۰۶ میلادی پس از سال‌ها تدریس در رشته عربی در کالجی به نام Nassau Community College واقع در ایالت نیویورک تأسیس کرد. او در حال حاضر در شهر دالاس واقع در ایالت تگزاس آمریکا اقامت دارد. او همچنین سخنرانی‌های زیادی در سراسر جهان در مورد تفسیر قرآن و آموزش زبان عربی برای فهم بهتر قرآن انجام می‌دهد.
خان همچنین چندین کتاب به زبان انگلیسی در زمینه اسلام نوشته‌است. از جمله سخنرانی الهی در مورد چالش‌های مسلمانان در دنیا جدید، قلب خود را احیا کن در مورد قرآن و کتاب عربی با حسنا در زمینه آموزش زبان عربی به کودکان. او همچنین از طرف مرکز سلطنتی مطالعات استراتژیک اسلامی اردن به عنوان یکی از ۵۰۰ مسلمان تأثیرگذار جهان شناخته شد.

## زندگی‌نامه
نعمان علی خان در سال ۱۹۷۸ میلادی در برلین شرقی واقع در آلمان شرقی در زمانی که والدینش به عنوان دیپلمات‌های کشور پاکستان در آنجا حضور داشتند متولد شد. خان همراه خانواده‌اش بعد از مدت کوتاهی حضور در پاکستان به عربستان سعودی رفتند و بعد از ۶ سال اقامت در پادشاهی سعودی و گرفتن اقامت ایالات متحده آمریکا به این کشور مهاجرت کردند. زمانی که نعمان علی ۱۴ ساله بود خانواده‌اش به پاکستان برگشتند ولی او برای تکمیل تحصیلات تا مقاطع بالا در آمریکا ماند و همچنان در این کشور اقامت دارد.

### تحصیلات
او تحصیلات ابتدایی به زبان عربی را در ریاض، پایتخت عربستان سعودی شروع کرد و تحصیلات متوسطه را در اسلام‌آباد و لاهور پاکستان کامل کرد. او فعالیت جدی خود را در زمینه آموزش زبان عربی را در سال ۱۹۹۹ در ایالات متحده آمریکا شروع کرد. او سال‌ها است در زمینه آموزش زبان عربی استاندارد، عربی فصحی و لهجه‌های مختلف عربی فعالیت دارد و در این مدت به صورت مستقیم و غیر مسقیم بیش از ۱۰٬۰۰۰ نفر را آموزش داده‌است.

### سیاست شرکت در برنامه‌های خیریه
خان در هیچ مراسم جمع کردن کمک‌های مالی‌ای شرکت نمی‌کند. او همچنین تقاضاها برای مصاحبه‌های ویدئویی، صوتی و کتبی با مؤسسات تبلیغات اسلامی یا مشارکت در پروژه‌هایشان را نمی‌پذیرد.
او در این باره می‌گوید من زمان کافی برای اختصاص دادن به این برنامه‌ها ندارم و زمانی که نمی‌توانم به‌طور کامل زمان خود را صرف مسئله‌ای کنم سعی می‌کنم در آن دخالت نکنم؛ ولی برای تمام کسانی که در اینگونه برنامه‌ها مشارکت دارم آرزوی خیر دارم و آنان را دعا می‌کنم

## تألیفات
قلب خودت را احیا کن
سخنرانی الهی:کندوکاوی در ادبیات قرآن
عربی با حسنا:آموزش زبان عربی برای کودکان